# Lemon (drag queen)
Pour les articles homonymes, voir Lemon.
Christopher Baptista, plus connu sous le nom de scène Lemon, est un chanteur, drag queen et chorégraphe canadien. Il participe la première saison de Canada's Drag Race, la première saison de RuPaul's Drag Race: UK vs The World et la deuxième saison de Canada's Drag Race: Canada vs The World.

## Jeunesse
Christopher Baptista naît le 1er septembre 1995 à Toronto,. Il déménage à ses dix-neuf ans à New York, pour poursuivre ses études de danse dans la compagnie du Alvin Ailey American Dance Theater, où il étudie le ballet, la danse contemporaine et la danse moderne. Il est notamment le colocataire de Jan Sport, une drag queen. 
Durant sa jeunesse, il se produit aux côtés de plusieurs chanteurs canadiens, en tant que danseur.

## Carrière
Baptista débute le drag en 2018, alors qu'il habite encore à New York. Manquant d'argent, il participe à un concours de transformisme dans le but d'en gagner le premier prix, une somme d'argent, et se laisse prendre au jeu, attiré par la liberté totale et le contrôle artistique rendu possible par le drag. Il rencontre ensuite Sasha Velour, une autre drag queen, dont il se rapproche et avec qui il va collaborer, notamment pour la New York Fashion Week.
Seulement dix-huit mois après avoir débuté le drag, Lemon rejoint la première saison de Canada's Drag Race, série dérivée de RuPaul's Drag Race, une compétition de télé-réalité où plusieurs drag queens s'affrontent pour devenir le titre de superstar drag du Canada,. Après avoir été mise en difficulté dès le premier épisode, Lemon se démarque par la suite dans la compétition par ses capacités de danseuse, ses capacités d'improvisation et de son imitation de JoJo Siwa lors du Snatch Game,,. Elle quitte néanmoins la compétition aux portes de la finale, après avoir échoué à une épreuve consistant à transformer une autre personnalité en drag queen ; elle est vaincue par Rita Baga dans l'épreuve de synchronisation labiale,,.

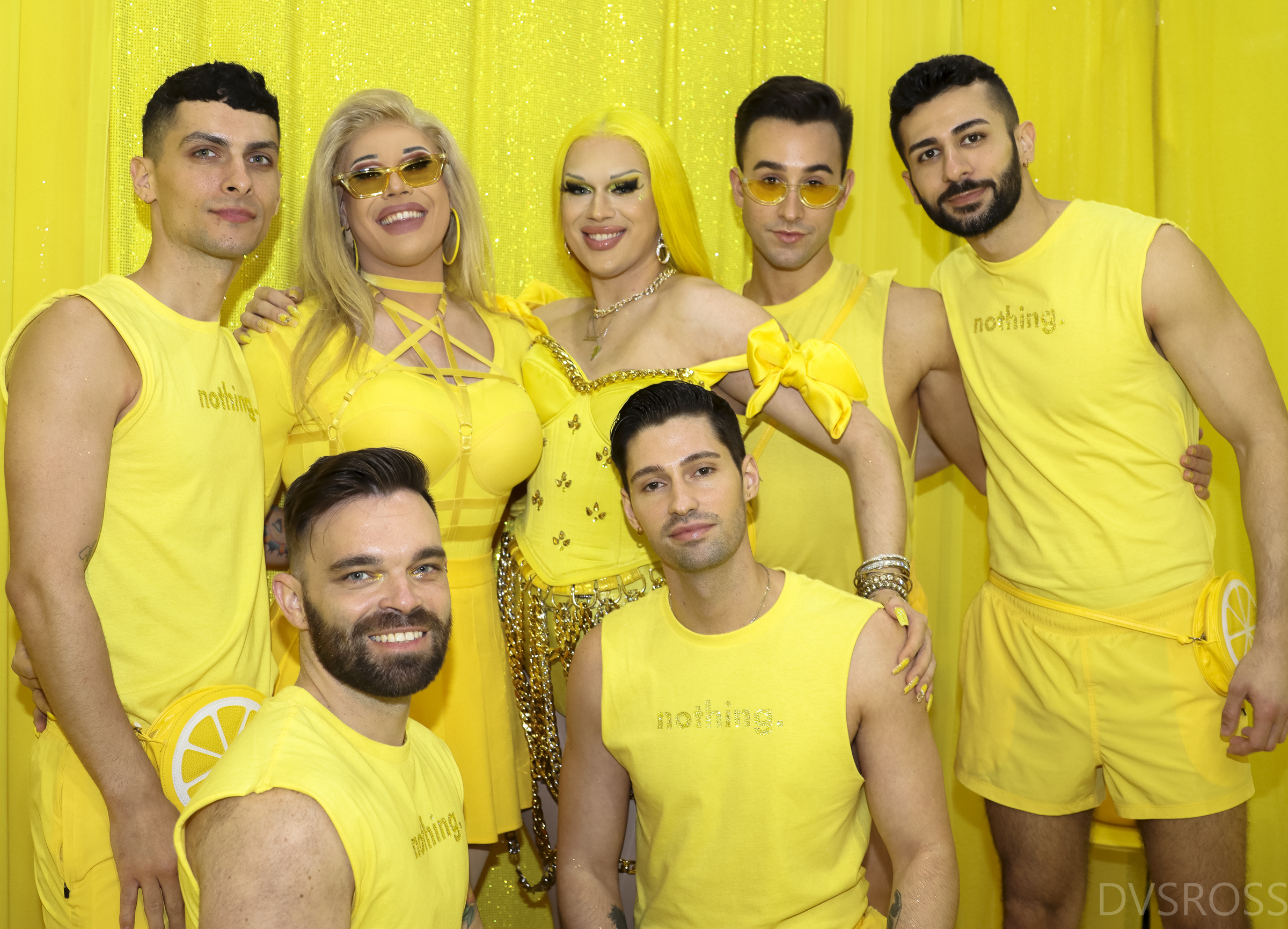
Lemon entourée de fans en 2022.

Après son passage dans l'émission, elle reste proche de plusieurs participants, dont la gagnante Priyanka (en), avec qui elle collabore sur plusieurs albums de musique,,. Elle collabore également avec la chanteuse canadienne Rêve sur l'un de ses titres.
En 2022, Lemon rejoint la première saison de RuPaul's Drag Race: UK vs The World, la première saison internationale faisant s'affronter des drag queens de différents pays de la franchise, aux côtés de Jimbo, elle aussi candidate de la première saison de Canada's Drag Race,. Elle se fait éliminer dès le premier épisode, par sa concurrente thaïlandaise Pangina Heals,,. En 2023, Baptista sort également son premier album, sous sa personnalité drag Lemon,.
En 2024, elle est annoncée au casting de la deuxième saison de Canada's Drag Race: Canada vs The World,. Sa participation fait l'objet de quelques controverses de la part des internautes, qui expriment de la lassitude quant au retour des mêmes participantes depuis plusieurs années. Après plusieurs victoires intermédiaires, elle est gagnante de cette compétition, remportant ainsi une somme de 100 000 dollars et le titre de « Reine du Monde »,,.
Il déclare notamment que son alter ego drag est inspiré par les différentes femmes puissantes de la pop culture en général. Son nom de drag queen, Lemon, s'inspire directement du citron, en référence à sa couleur préférée qu'il porte régulièrement, le jaune, mais également à son caractère amer. Son personnage drag s'inspire également du stéréotype de la blonde écervelée et « un peu pétasse », selon ses termes.

## Prises de position
Baptista est ouvertement homosexuel. Durant sa carrière, il s'exprime à plusieurs reprises contre le harcèlement, notamment sur les réseaux sociaux,,, mais également contre le racisme dont certains fans de drags peuvent faire preuve envers certaines compétitrices.
Lemon collabore également avec la brasserie torontoise Mill Street Brewery (en) pour créer une édition limitée de bière, dont les profits sont versés à des associations de défense des droits LGBT au Canada.

## Filmographie

### Télévision
| Année | Titre                                   | Rôle                             | Ref. |
| ----- | --------------------------------------- | -------------------------------- | ---- |
| 2020  | Canada's Drag Race                      | Saison 1 – Concurrente, 5e place |      |
| 2022  | RuPaul's Drag Race: UK vs The World     | Saison 1 - Concurrente, 9e place |      |
| 2024  | Canada's Drag Race: Canada vs The World | Saison 2 - Concurrente, gagnante |      |